# Phoutdavy Phommasane
Phoutdavy Phommasane (* 2. Februar 1994) ist ein laotischer Fußballspieler.

## Karriere

### Verein
Phoutdavy Phommasane stand von 2014 beim Hoang Anh Attapeu FC unter Vertrag. Der Verein aus Attapeu spielte in der ersten Liga des Landes, der Lao Premier League. 2014 wurde er mit dem Verein laotischer Fußballmeister. 2015 wechselte er zum Ligakonkurrenten Lao Toyota FC nach Vientiane. 2015, 2017, 2018 und 2019 feierte er mit dem Verein die Meisterschaft. 2016 wurde er mit Lao Toyota Vizemeister. Anfang 2022 wechselte er zum ebenfalls in der ersten Liga spielenden Master 7 FC. Am Ende der Saison 2022 wurde er mit dem Verein Vizemeister.

### Nationalmannschaft
Phoutdavy Phommasane spielt seit 2014 für die Nationalmannschaft von Laos. Bisher absolvierte er 14 Länderspiele.

## Erfolge
Hoang Ahn Attapeu FC
- Laotischer Meister: 2014

Lao Toyota FC
- Laotischer Meister: 2015, 2017, 2018, 2019

Master 7 FC
- Laotischer Vizemeister: 2022